# Ruth Arion
Ruth Arion (hebräisch רות אַריוֹן; * 17. Juni 1912 in Breslau, Provinz Schlesien; † 15. November 1998 in En Hod, Israel) war eine deutsch-israelische Malerin, Email-Künstlerin und eine der Gründerinnen des Künstlerdorfs En Hod.

## Leben
Arion wurde als Evelina Grüntal in Breslau (heute Wrocław, Polen), geboren. Bereits als Kind zeigte sie großes Talent im Zeichnen und besuchte eine Breslauer Kunstschule. 1931 begann sie Kunstgeschichte und Malerei an der Universität Breslau zu studieren. Kurz vor der Machtergreifung der Nationalsozialisten in Deutschland wurde sie als Studentin im Bauhaus Dessau aufgenommen, musste aber ihr Studium abbrechen und emigrierte Ende 1933 in das Mandatsgebiet Palästina. Im Alter von 22 Jahren ließ sie sich im Kibbuz Gesher nieder und studierte 1935/1936 bei der Keramikerin Hedwig Grossman und dem Bildhauer Rudi Lehman. Ab 1936 lebte sie im Kibbuz Mishmar haEmek, in Haifa und Jerusalem. Zwischen 1938 und 1948 absolvierte sie ihr Kunststudium an der Bezalel Academy of Arts and Design in Jerusalem, unter anderem bei Ludwig Johannes, Jakob Steinhardt und Mordecai Ardon. Außerdem studierte sie in Jerusalem bei dem Maler Edward Matuszczak. In den späten 1940er Jahren ließ sie sich in Jaffa nieder und studierte bei Marcel Janco Zeichnen. Beeinflusst von Jancos Überzeugung, dass Kunst mit Kunsthandwerk kombiniert werden muss, begann Arion, Emailkunst zu studieren und war die erste Künstlerin in Israel, die abstrakte Emaillearbeiten anfertigte. Ihre Werke schmückten Bildungseinrichtungen im ganzen Land.
1954 heiratete sie den Journalisten und Kunstliebhaber Moshe Dagan (1909–1973), schloss sich einer Gruppe von Künstlern unter der Leitung von Marcel Janco an, die das Künstlerdorf En Hod gründeten, wo sie bis zu ihrem Tod lebte. Im Jahr 1960 nahm sie an einer Fachausbildung für industrielle Emaillearbeiten in der Gustavsberg-Fabrik in Schweden teil. 1970 wählte das israelische Bildungsministerium Arion als Gastkünstlerin für die Cité Internationale des Arts Paris aus, wo sie Kalligrafie und koreanische Sumi-e-Malerei bei dem koreanischen Künstler Lee Ungno studierte. Im Laufe ihrer Karriere hatte Arion zahlreiche Einzelausstellungen in Israel und mehreren anderen Ländern. Sie starb 1998 im Alter von 86 Jahren in En Hod.

## Werk
Ruth Arion war eine multidisziplinäre Künstlerin. Sie malte, bildhauerte und arbeitete mit verschiedenen Techniken und Materialien, darunter orientalische Sumie-Malerei, künstlerische Email- und Schmuckarbeiten, Ölbilder, Kohlezeichnungen und Acrylfarben. Ihre Bilder spiegeln ihre Eindrücke und Beobachtungen wider, die sie von den 1930er bis in die 1990er Jahre an verschiedenen Orten in Israel und ihren Studienreisen nach Italien, Frankreich und Schweden machte. „Sie war eine Künstlerin, die nie aufhörte zu lernen, neue Bereiche der Theorie zu studieren und diese in ihrer täglichen künstlerischen Praxis zum Ausdruck zu bringen“. Sie war Mitglied der Israelischen Künstlervereinigung und des Künstlerdorfs in En Hod.

## Ausstellungen (Auswahl)
Einzelausstellungen
- 1950: Katz Gallery, Tel Aviv
- 1963: Woodstock Gallery, London
- 1964: Rodin Gallery, Cape Town
- 1969: Saga Molin Gallery, Hallagarden, Schweden
- 1970: Nora Art Gallery, Jerusalem
- 1973: Rotschild House, Haifa
- 1974: Cité Internationale des Arts Paris
- 1981: Städtisches Museum von Ramat Gan
- 1987: Villa Clementine, Wiesbaden
- 1992: Ruth Arion – Landscapes in OIl, New Works. Zaritsky Artists House, Tel Aviv
- 1996: Janco Dada Museum
- 1999: Künstlergalerie, En Hod[2][4]

Gruppenausstellungen
- 1946: Applied Arts in Palestine 1946. Bezalel National Museum (Vorläufer des Israel-Museums), Jerusalem
- 1951: Art in Israel. Tel Aviv Museum of Art
- 1952: Painting and Sculpture in Israel.Jubiläumsausstellung des Tel Aviv Museum of Art
- 1954, 1956, 1957, 1958, 1959, 1961, 1962, 1963, 1965, 1967: Tel Aviv Museum of Art (zumeist Jahresausstellungen)
- 1954: Jerusalem Artists House
- 1956: Exhibition of Everyday Art: Applied Art in Israel. National Bezalel Museum, Jerusalem
- 1958: Städtisches Museum von Ramat Gan
- 1966: Zaritsky Artists House, Tel Aviv
- 1967: Artists in Israel for the Defense. Tel Aviv Museum of Art
- 1978: IV Biennale internationale de l'art de l'émail, Limoges
- 1978: Emaille-Triennale, Tokyo
- 1987: Israelische Künstler aus Ein Hod und Tel Aviv. Kurfürstliches Palais, Trier
- 1992: Zaritsky Artists House, Tel Aviv[2][4]